# Critiques de la Banque centrale européenne
Les critiques de la Banque centrale européenne sont l'ensemble des points de vue négatifs exprimés au sujet de la Banque centrale européenne, la banque centrale de la zone euro.

## Efficacité

### Incapacité à atteindre ses objectifs
La Banque centrale européenne dispose d'un mandat clair, auquel l'Union européenne a pu avec le temps ajouter des éléments. La BCE pratique le ciblage d'inflation, avec un objectif de 2 % de long terme. Or, à partir de 2015, le taux d'inflation dans la zone euro est restée largement sous cet objectif, et les politiques monétaires de la banque centrale n'y ont pas remédié. A contrario, après la crise sanitaire de Covid-19, l'inflation de 2021-2022 a largement dépassé les limites fixées par la banque centrale, sans que celle-ci ne réussisse à faire baisser les taux.

### Création d'aléa moral
La BCE a été critiquée après la mise en place de ses politiques monétaires non conventionnelles, dont notamment l'assouplissement quantitatif, dans la mesure où l'activité de fourniture massive de liquidités au système économique crée un aléa moral. En soutenant à tout prix l'activité économique par le biais de programmes d'achats de titres financiers, la banque centrale inciterait les États et les entreprises à agir de manière imprudente. En effet, en présence de garanties de ce qu'ils seront sauvés au dernier moment par des achats massifs de la banque centrale, les États ne sont plus tenus à une discipline budgétaire (dominance budgétaire).

### Temps de réaction
La banque centrale de la zone euro a parfois été critiquée pour son temps de réponse face aux crises. En 2008, alors que la Réserve fédérale des États-Unis et la Banque d'Angleterre avaient commencé à mettre en place des politiques monétaires non conventionnelles (comme l'assouplissement quantitatif), la Banque centrale européenne est restée attachée à un principe de prudence et n'a fait que baisser les taux d'intérêt. Elle a ainsi mis en œuvre des politiques non conventionnelles avec un temps de retard par rapport à ses principales consœurs. 

### Procyclicité
La Banque centrale européenne a été critiquée pour le caractère procyclique de sa politique monétaire. Lors de certaines situations exigeant une politique monétaire expansionniste (une crise économique, une récession...), la BCE a en effet pratiqué une politique monétaire restrictive.

## Caractère unique de la politique monétaire

### Inadaptation aux situations nationales
La BCE a été critiquée en ce que sa politique monétaire a pu ne pas être adaptée à la situation de certains pays. Ainsi, sa politique de taux faibles aurait favorisé la création de bulle immobilière espagnole avant la crise financière mondiale de 2007-2008. Dans les années 2010, la politique monétaire non conventionnelle de la BCE aurait été au détriment de l'Allemagne.

### Aggravation des déséquilibres
L'inadaptation de la politique monétaire aux situations nationales a pu aggraver l'hétérogénéité de la zone, à rebours de la volonté d'unifier les économies européennes. Comme le remarquent Jézabel Couppey-Soubeyran et Salim Dehmej (2016), la présence de taux d'inflation différents dans les différents pays fait que le taux d'intérêt réel de chacun des pays peut différer grandement et donc stimuler ou pas la croissance. Cela favorise la croissance de déséquilibres.

## Doctrine
La Banque centrale européenne a été critiquée pour ce qui a été considéré comme la prédominance, durant ses premières années, de la doctrine ordolibérale. Cela est dû à l'influence prépondérante de l'Allemagne dans la construction de la BCE. Mario Draghi déclare en juin 2013 que « la BCE est fermement fondée sur les principes de l’ordolibéralisme ».

## Régulation bancaire
La banque centrale de la zone euro a parfois été critiquée pour ses mesures de régulation bancaire. Ayant adopté les accords de Bâle, la BCE les a mis en œuvre, tout en implémentant ses propres régulations. En 2022, la Deutsche Bank s'est montrée critique envers les réglementations contraignantes adressées aux banques.

## Légalité des actions
La légalité des programmes d'assouplissement quantitatif de la Banque centrale européenne, menés dans le sillage de la crise financière mondiale, a fait l'objet de critiques et de débats juridiques. Les achats massifs d'obligations publiques des Etats membres par la BCE ont soulevé la question du financement monétaire de la dette publique, interdite par le Traité sur le fonctionnement de l'Union européenne. En Allemagne, des groupes de professeurs d'économie ont engagé une action en justice contre la Banque centrale européenne afin de déterminer si l'assouplissement quantitatif violait, ou non, le TFUE. La Cour de justice de l'Union européenne a jugé en 2018 que la BCE n'avait pas enfreint le droit européen.